# Bungaro
Bungaro, pseudonimo di Antonio Calò (Brindisi, 23 maggio 1964), è un cantautore italiano.

## Biografia
Il suo esordio è legato alle partecipazioni al Festival di Sanremo 1988 con il brano Sarà forte e 1991 con E noi qui assieme a Marco Conidi e Rosario Di Bella, brani contenuti rispettivamente negli album Sulla punta della lingua e Cantare fa più bene (seconda edizione), entrambi pubblicati da RCA.
Nel 1998 vince nuovamente il Premio della Critica Mia Martini a Sanremo con il brano Senza confini, proposto da Eramo & Passavanti (1998), e nel 2003 con Lividi e fiori, interpretata da Patrizia Laquidara (2003). Per la stessa artista produce l'album Indirizzo portoghese (2001) e vince il Premio della Critica e quello per la Miglior Musica al Festival Musicultura con il brano Agisce, da lei interpretato.
Nel 2003 con Occhi belli, colonna sonora del film Io no di Ricky Tognazzi, vince il premio "Ischia Music & Film Award".
Nel 2004 è di nuovo al Festival di Sanremo con Guardastelle, canzone contenuta nel quinto album, L'attesa, con cui vince il Premio Volare migliore Musica al Festival di Sanremo e il Premio Lunezia al "Valore letterario dei testi nelle canzoni italiane".
Nel 2005 scrive per Manuela Zanier il brano Non rispondi, colonna sonora del film Non aver paura di Angelo Longoni, con Laura Morante e Alessio Boni.
Nel 2007 scrive tre canzoni per l'album Una bellissima ragazza di Ornella Vanoni. Nello stesso anno si aggiudica il Premio Miglior Musica al Festival Musicultura XVIII per il brano di Elisa Rossi Calmapparente.
Nel 2010 pubblica il suo sesto album, Arte(Egea), vincitore del Premio Lunezia come Miglior Disco e vincitore del Premio Miglior Musica alla XXI edizione di Musicultura per La rosa caduta alle cinque di Alessandra Falconieri.
Nel 2011 scrive con Giusy Ferreri il brano Il mare immenso, con cui la cantante partecipa al Festival di Sanremo.
Nel 2012 scrive per l'album Sartoria italiana fuori catalogo di Pilar, che produce, e per l'album Sud di Fiorella Mannoia e pubblica il suo settimo disco, Il Valore del momento (Esordisco/Sony Music).
Nel settembre 2015 partecipa all'iniziativa della rivista Musica Jazz in ricordo di Sergio Endrigo per il decennale della scomparsa, interpretando Dal destino infortunato nella raccolta Momenti di jazz.
Nel 2016 scrive quattro brani per il nuovo album di Fiorella Mannoia: Combattente.
Nel 2018 partecipa al Festival di Sanremo in trio con Ornella Vanoni e Pacifico interpretando il brano Imparare ad amarsi firmato da lui insieme a Pacifico, Cesare Chiodo e Antonio Fresa, piazzandosi al 5º posto della classifica Campioni.  Alla partecipazione al festival fa seguito l'uscita di Maredentro Il Viaggio, riedizione dell'album Maredentro Live, in cui reinterpreta da solista il brano presentato a Sanremo.
Nel 2019 scrive con Francesco Renga il brano Aspetto che torni, con cui il cantante partecipa al Festival di Sanremo.

## Collaborazioni e altre attività
Produttore artistico e talent scout, autore e compositore, Bungaro si muove tra diversi territori dell'arte, spaziando dalla canzone d'autore al cinema al teatro. Ha prodotto il disco Oro e Ruggine di Eramo & Passavanti, Indirizzo portoghese di Patrizia Laquidara e Sartoria Italiana Fuori Catalogo di Pilar. Ha collaborato e collabora con voci illustri quali Fiorella Mannoia, Malika Ayane, Ornella Vanoni, Antonella Ruggiero, Anna Tatangelo, Nicky Nicolai, Grazia Di Michele, Massimo Ranieri, Gianni Morandi, Lara Fabian, Daniela Mercury, Ana Carolina, Miúcha Buarque de Hollanda, Malu, Youssou N'Dour, Ian Anderson dei Jethro Tull, Ivan Lins, e giovani interpreti quali Marco Mengoni, Emma, Giusy Ferreri, Dear Jack, Chiara, Chiara Civello, Deborah Iurato, Valerio Scanu. Ha inoltre collaborato con artisti quali Paola Cortellesi, Donatella Finocchiaro, Neri Marcorè, Rocco Papaleo, Paolo Buonvino, Ambrogio Sparagna, Cristiano Malgioglio.
Ha composto con Aidan Zammit le colonne sonore dei film Bobbolone, Compito in classe (vincitore del Giffoni Film Festival e nominato ai Golden Globe nel 2006) e La Canarina Assassinaata di Daniele Cascella e, con Michele Ascolese, di Mimmo Mimino & Mimì, film documentario su Domenico Modugno di Michele Roppo.
Da circa quindici anni Bungaro organizza e dirige in tutta Italia Master Class rivolte a giovani artisti sulla scrittura, l'interpretazione e la produzione artistica.
Nel 2023 presente a Capodistria per lo spettacolo "Volevo volare con i piedi per terra", in duo con il vibrafonista e percussionista Marco Pacassoni.

## Discografia
Album in studio
- 1988 - Sulla punta della lingua (RCA Italiana, PL 71917)
- 1990 - Cantare fa più bene (RCA Italiana, PL 74531)
- 1992 - Ci perdiamo in tanti (RCA)
- 1994 - Tutto d'un fiato (BMG)
- 2004 - L'attesa (Aliante/EMI)
- 2009 - Arte (Egea)
- 2012 - Il valore del momento (Esordisco/Sony Music)
- 2017 - Maredentro Live (Esordisco/Sony Music)
- 2018 - Maredentro: Il viaggio (Esordisco/Warner Music)
- 2021 - Entronauta

Singoli
- 1987 - Stretti in una morsa persi/I pensieri che dondolano (RCA Italiana, PB 41578)
- 1988 - Sarà forte/Stretti in una morsa persi (RCA Italiana, PB 41825)
- 1988 - Sulla punta della lingua/C'è qualcosa che non va (RCA Italiana, PB 42311)
- 1991 - E noi qui (con Marco Conidi e Rosario Di Bella) (EMI, 06-2042657)
- 1991 - Credo
- 2004 - Guardastelle
- 2018 - Imparare ad amarsi (con Ornella Vanoni e Pacifico)
- 2023 - Vita porno (con Cristiano Malgioglio)